# Antonio Valeriano
Antonio Valeriano (Azcapotzalco, 1531 - 1605), nobre e letrado Nahua. 

## Vida
Estudou e foi professor e mais tarde reitor do Colégio de Santa Cruz de Tlatelolco, dirigido pelos franciscanos. Valeriano foi um dos discípulos mais notáveis do Frei Bernardino de Sahagún e do Frei Andrés de Olmos. Escrevia fluentemente e elegantemente tanto em sua língua nativa como em espanhol e em latim. Sahagún se refere a ele como o principal e mais sábio de seus alunos . 
Casou-se com Isabel de Alvarado Huanitzin, descendente da linhagem real Tenochca (filha de Diego de Alvarado Huanitzin) e irmã do historiador Fernando Alvarado Tezozómoc . Em 1620 o seu neto, chamado Antonio Valeriano com a alcunha de jovem foi também governador de Tenochtitlan. Valeriano Por muitos anos foi governador de Azcapotzalco e  posteriormente de Tenochtitlan. 
O cargo de Francisco Jiménez em Tenochtitlan ficou vago em 1573, justamente no momento em que, aparentemente, não havia herdeiros do sexo masculino viáveis na linhagem real. Antonio Valeriano o sucedeu e parecia que assim resolveria o problema da sucessão iniciando uma nova era. No entanto, não foi isso que entendeu a comunidade indígena de Tenochtitlan. Oito anos se passaram desde a morte de Nanacacipactzin. A longa interrupção sugere que problemas impediram os eleitores de escolher um sucessor. Este interregno foi o maior desde a criação da instituição na década de 1530. Profundas divisões entre os eleitores persistiram impedindo um consenso. Funcionários do vice-reino também poderiam ter bloqueado ou ficado no caminho de opções apresentadas pela comunidade. É bem provável, com base na experiência dos anos 1560, que os candidatos que derivam sua autoridade de forma independente da nobreza indígena com o de governador fossem escolhidos dentre os nobres reais elegíveis, mas não foi o que aconteceu .
Valeriano, embora fosse um político hábil, teve de ganhar o apoio da comunidade de eleitores de Tenochtitlan. Com um pouco de esforço, construiu um grupo de apoio. Seu primeiro grande obstáculo foi seu nascimento fora da cidade. Apesar de ser nahua, nasceu em outro altepétl,e estre também era um problema para os eleitores tenochca que, em suas lembranças históricas viam o antigo conflito contra Azcapotzalco um evento precursor para a ascensão dos astecas. Os azcapotzaltecas, anteriormente dominavam o Vale do México, e foram responsáveis pelo assassinato de Chimalpopoca em 1426. Os eleitores tenochcas poderiam pensar que um azcapotzalteco estaria tomando o poder dentro do contexto daquela antiga rivalidade .

## Governo
Valeriano assumiu oficialmente o cargo em 1573 após a aposentadoria de Jiménez. Em 4 de janeiro de 1573, Jiménez deixou o cargo, e Valeriano o substituiu sete dias depois, a velocidade dessa transição sugerem que Valeriano era seu substituto presumível e que a partida de Jiménez foi planejada ou ao menos esperada. Transições anteriores levaram muitos meses ou mesmo anos, especialmente após a morte de um governador da linhagem real Tenochca. Foi possível essa rapidez, porque as eleições do cabildo geralmente ocorrem em janeiro de cada ano, sendo assim Valeriano foi eleito e posteriormente empossado no cargo. Valeriano assim como aqueles que vieram da linhagem real serviram no cargo por toda sua vida, aparentemente sem necessidade de reeleição. Também escolheu seu sucessor quando se aposentou extra-oficialmente em 1596 quando se aproximava dos setenta anos da idade. Todos estes detalhes sugerem que Valeriano foi uma figura tradicional que passou pelos dois importantes períodos da história política de Tenochtitlan, o anterior dominado pelos herdeiros da linhagem real durante a era da conquista e este último dirigido por aqueles cuja autoridade estava ligada à burocracia do vice-reino .
Valeriano foi uma figura de transição importante culturalmente. Como intelectual indígena tinha profundas ligações dentro do mundo hispânico, principalmente com os franciscanos. Ele também possuía grande habilidade política.Como um literato etnógrafo a serviço de Frei Bernardino de Sahagún, tinha grandes conexões. Do ponto de vista do governo do vice-reino, Valeriano era uma escolha atraente. Mergulhado no trabalho evangélico dos franciscanos, Valeriano poderia falar e escrever como os intelectuais mais talentosos da Cidade do México, o clero regular. Educado em uma escola religiosa, estava culturalmente em contato com os modos de pensamento espanhol. Um candidato potencial para o cargo de governador, seu cunhado Tezozómoc, poderia ter visto como um rival talentoso, se tivesse ambições políticas, embora sem as qualificações adequadas para o cargo. No entanto, Valeriano poderia falar e escrever perfeitamente em nahuatl, espanhol e latim. Viveu, trabalhou e estudou com um seleto grupo de nativos privilegiados de toda a região. Muitos daqueles que participaram do Colégio de Santa Cruz vieram da nobreza indígena e das linhagens reais dos Altépetl do Vale. Além disso, dando-lhe credenciais para o mundo indígena, Valeriano estudou as tradições e costumes indígenas, ajudando intelectuais espanhóis decifrar as complexidades dessas formas culturais..
Valeriano também possuía habilidades notáveis quando se tratava de negociação com o governo do vice-reino. Governadores recolhiam tributo e os entregavam aos funcionários reais. Valeriano teve a capacidade de negociar o nível de tazación (quantidade de tributo devido pela comunidade coletivamente) durante uma grande epidemia, quando a população da cidade caiu drasticamente. Por tais habilidades ganhou apoio da comunidade indígena e também dentro do governo do vice-reino . 
O governo de Valeriano ocorreu num difícil momento da Cidade do México. Severas pragas que ocorreram na década de 1570 reduziram o significativamente o tamanho da população da cidade. O surto, identificado na comunidade indígena como cocoliztli (o termo nahuatl para doença em geral), atingiu bairros indígenas da Cidade do México e em outros lugares da região entre 1576 e 1581. Com base nos sintomas a doença foi o tifo epidêmico. Observações casuais da época sugerem que ocorrera um terrível e generalizado período de sofrimentos que despovoou partes da cidade. Chimalpahin afirmou que muitos milhares morreram de uma “febre verde com forte congestionamento no peito (pleurisia)... cujos sintomas incluíam sangramento da boca e do nariz, as pessoas começam a morrer e como não conheciam nenhum remédio, morreram aos milhares em todas as partes da Nova Espanha” .
Valeriano comandou a cidade até 1596, quando já cansado nomeou Juan Martín, um mestiço, como seu "vice" e passou para ele a responsabilidade de comandar a cidade por dois anos e oito meses. E embora Juan Martín fosse afastado do cargo após Valeriano aposentar-se oficialmente em 1599, se tornou governador em Tlatelolco .
Valeriano morreu em 1605 e foi enterrado no convento franciscano da cidade do México.

## Obras
É creditada a Valeriano a autoria do Nican Mopohua, a história das aparições de Nossa Senhora de Guadalupe . 
Valeriano colaborou com os franciscanos na criação de textos religiosos, dicionários e outros textos, como por exemplo no Magnum Opus de Sahagún , Historia general de las cosas de la Nueva España (História geral das coisas da Nova Espanha), conhecido como Códice Florentino .